# すーぱーそに子
すーぱーそに子（すーぱーそにこ、SUPER SONICO）は、ニトロプラスのイメージキャラクターの名称。音楽CDやフィギュアなどの販売を始め、多方面に展開されている。キャラクターデザインは津路参汰。

## 概要
ニトロプラスのライブイベント「NITRO SUPER SONIC（NSS）」のイメージキャラクター（マスコットガール）。NSS2006 よりライブのイメージキャラを務める。NSSのパンフレットやポスターの他にニトロダイレクト（メーカー通販）にてポイント交換テレカが出ていたり、オーキッドシードよりフィギュア化がされていたが、2010年1月に公式HPを公開し、Twitterでの活動も合わせ広く活動を開始した。2014年2月26日ポニーキャニオンからメジャーデビューシングル『すぱそにっ♥』（TVアニメ『そにアニ』のOPテーマソング2曲収録）でメジャーデビュー、2016年10月からは10周年記念特設サイトが開設され、それに伴う幾多の活動もある（後述）。
設定では、中学・高校と一貫教育の女子校を卒業後、2010年に大学入学、海洋バイオ学（海洋生物学）専攻とされている。グラビアモデルやゲームキャラの仕事をする傍ら、「第一宇宙速度」のボーカル&ギタリスト担当のミュージシャンとして活動を行い、ファンからは「そに子」「そに子ちゃん」、メンバーからは「ニコちゃん」と呼ばれているとされている。いつも付けているトレードマークのヘッドフォンは彼女自身には認識されておらず、またそのヘッドフォンのことには触れないというのが暗黙の了解とされている。
性格は素直で明るくおっちょこちょい、困り顔などをする事はあるもののあまり暗い面は見られず、むしろ落ち込む事自体があまりない。キーボードでの打鍵は早いが誤字脱字が多い。気合を入れるときに「とりゃー!」と叫ぶ癖がある。また、時々母音と子音が入れ替わる・どちらかが欠ける癖がある（アニメ副題やTwitterの呟き文などに見られる）。朝の寝覚めが悪く、なかなか起きられないが、一旦完全に目が覚めたら途端にハイテンションかつ活動的になる。彼女の元気は周囲をも明るくする力を持つ。
動物はみんな好きだが、特に無類の鯨偶蹄目好き。地上の生き物では特に猫派で、家では5匹の猫 を飼っている。この子達は朝に特に弱いそに子に取っては目覚まし時計代わりと言っても過言ではないくらい朝はほぼ毎日猫達に起こされる（旅行時など猫不在時には二度寝をする事もある）。『そにアニ』作中ではマンチカンの子猫を拾い、「ライス」と名付け可愛がる（後に真の飼い主が現れ別れる事となる）。ライスといた期間中は少しだけ成長したライスもそに子の目覚ましとして活躍していた（ただし当初は生まれて間もなかった事もあり非力で、そに子の飼い猫5匹に手も足も出ず目覚まし代わりにすらならなかった）。
交友関係としては大学の友人や事務所の関係者、第一宇宙速度のメンバー以外に「すーぱーぽちゃ子」の存在が明らかになっている。二人共戸籍名は不明な点も共通している。ぽちゃ子はそに子に似たイメージのキャラだがツーサイドアップで、そに子よりは体脂肪率が大きく量感が強いぽっちゃり体型である。
2011年8月にニコニコ動画に自身がオーナーを務めるオープンコミュニティ 『すーぱーそにコミュニティ』 が開設され、「歌ってみた」とNGバージョンの「歌っ……えなかった」の投稿も行われた。
担当声優は非公表となっており、アニメ版の担当声優もすーぱーそに子自身が声を演じているという設定であるが、「すーぱーそに子のお友だち」という設定で山本彩乃がイベントなどで、そに子から借りてきたという設定の衣装を着る、そに子のものまねをする、などをしている。
元々、ニトロプラスのイメージキャラクターとしては、ゴスロリ破壊兵器「殺戮院鏖禍（通称：オウカちゃん）」 が先にプロデュースされており、ファンディスクのミニゲームに出演したり、ねんどろいど化するなど力を入れていたが、知名度の差により後発のすーぱーそに子がイメージキャラクターとして認識されるようになった。ただし、アニメ版『そにアニ -SUPER SONICO THE ANIMATION-』やゲーム版『ソニコミ』への登場により、再びスポットが当たる形となっている。
2018年6月28日、バーチャルYouTuberとしてデビューし、GREEとニトロプラスが共同ですーぱーそに子のバーチャルYouTuber化プロジェクトを進めていることが発表された。同時にこれまで所属していた事務所のジオライドから移籍したことを公表。2020年1月17日の生配信を以ってバーチャルYouTuberとしての活動を終了し、同時にジオライドに復帰することも発表した。
スーパー・ソニコという名称はこれがオリジナルではなく、エドゥアルド・ロビーラの楽曲にすでに前例がある。

## プロフィール
以下は公式ページの プロフィール による。
- 性別：女性
- 生年月日：2006年10月14日[注 2]（18歳） 天秤座
- 出身：東京都武蔵野市
- 身長：158 cm
- スリーサイズ：B90/W57/H87
- 血液型：A型
- 趣味：お風呂、猫と遊ぶこと、ゲーム
- 特技：ギター、料理（和食）
- 好きな食べ物：ラーメン（チャーシューメン）、マカロン
- 好きなアーティスト：ニルヴァーナ、フー・ファイターズ、ソニック・ユース、イギー&ストゥージズ、ザ・クラッシュ、パティ・スミス、アヴリル・ラヴィーン。最近のお気に入りはマキシマム・ザ・ホルモンとグリズリー・ベア。
- 使用ギター：Gibson SG[1]「デイドリーム」[注 1]

## メディアミックス

### 主な音楽CD

#### 第一宇宙速度
メンバー
- すーぱーそに子 / Supersonico [Vocal & Guitar]
- 富士見 鈴 / Suzu Fujimi [Bass]
- 綿抜 フウリ / Furi Watanuki [Drums]

そに子が活動しているガールズ・スリーピース・バンド。メンバーは、ニトロプラスのPCゲーム『アザナエル』の登場キャラクター・富士見鈴（リーダー兼ベース担当）、同じく「アザナエル」の登場キャラクター・綿抜フウリ（ドラム担当）。ファンの間では「第一宇宙速度」のライブに行くことを、そに子とフウリの胸を称え「山登り」と言う。
CDはGEORIDEから発売されている。
シングル
- SUPERORBITAL（2010年11月24日リリース。GRN-021）

1stシングル。PCソフト『ソニコミ』の主題歌。初回生産版特典はすーぱーそに子ファン証。
1. SUPERORBITAL（Windows対応ゲームソフト『ソニコミ』テーマソング）
2. OVER THE FUTURE
3. SUPERORBITAL（Off vocal）
4. OVER THE FUTURE（Off vocal）

- 情熱ロケット（2011年1月19日リリース。GRN-023）

2ndシングル。コミックマーケット79（2010年12月29日 - 31日）にてイベント限定版を先行販売。ニトロプラスから発売されているPCソフト「アザナエル」にて、第一宇宙速度が担当した挿入歌「情熱ロケット」と「烈火☆スターシップ」がマキシシングルCDとなって発売された。
1. 情熱ロケット（Windows対応ゲームソフト『アザナエル』挿入歌）
2. 烈火☆スターシップ（Windows対応ゲームソフト『アザナエル』挿入歌）
3. 情熱ロケット（inst ver.）
4. 烈火☆スターシップ（inst ver.）

- 進め、BLUE STAR!（2011年6月24日リリース。GRN-026）

3rdシングル。コミック雑誌『月刊コミック アース・スター』とのコラボレーションシングル。同雑誌のイメージソング「進め、BLUE STAR!」と、すーぱーそに子のソロ楽曲で被災地復興支援チャリティ楽曲として発売された「ぱわー」のアレンジバージョン「ぱわふるぱわー」を収録。
1. 進め、BLUE STAR!（『月刊コミック アース・スター』イメージソング）
2. ぱわふるぱわー（被災地復興応援ソング「ぱわー」ロックver.）
3. 進め、BLUE STAR! インストver.
4. ぱわふるぱわー インストver.

- VISION（2011年7月29日リリース。GRN-027）

4thシングル。『ソニコミ』のセカンドテーマソング「VISION」を収録。
1. VISION（Windows対応ゲームソフト『ソニコミ』セカンドテーマソング）
2. Stay with me
3. VISION（Off vocal）
4. Stay with me（Off vocal）

アルバム
- GALAXY ONE（2011年11月11日リリース。GRN-028）

1stアルバム。シングル「SUPERORBITAL」「VISION」をアルバムバージョンで収録しているほか、ボーナストラックとして2011年9月1日に新宿Loftで行われたシークレットライブ から「VISION」のライブ音源を収録。
1. TEEN SPIRIT GOES TO A NEW WORLD
2. VISION
3. SUPERORBITAL Album ver.
4. mighty heart
5. Stay with me
6. AKIKAZE
7. OVER THE FUTURE
8. GIRL PUNK
9. polish my stone
10. Theme of F.A.V
  - （a）Accelerate!
  - （b）First Astronomical Velocity
  - （c）O・Ya・Su・Mi
11. VISION Live at Shinjuku LOFT 20110901（ボーナス・トラック）

- ラブ&II+（ラブ・アンド・ピース・プラス）

2ndアルバム。
　Disc1には新曲の他にシングルから「情熱ロケット」「進め、BLUE STAR!」の収録曲のアルバム・バージョン、すーぱーそに子のボイスドラマ入りマキシ・シングル「ファントム・ヴァイブレーション!」から第一宇宙速度が歌・演奏を担当した「ベリメリ」のアルバム・バージョン、PCソフト『ソニコミ』のソフマップ予約特典CDより「初恋フラッシュライト」のアルバム・バージョン、またザ・クラッシュ「I FOUGHT THE LAW」、ニルヴァーナ「Smells Like Teen Spirit」のカバー曲を収録。
　Disc2はPCソフト『ソニコミ』のオリジナルサウンドトラックとなっている。
　また初回限定生産仕様のみ3枚組となっており、特製スリーブ・アナザージャケット仕様、Disc3には2011年9月に新宿ロフトで行われた生配信ミニライブ「ライブごっこ!」のライブ音源が収められている。
Disc 1
1. 進め、BLUE STAR! [New mix]
2. スカイラブハリケーン
3. 情熱ロケット [ラブ&II+ Ver.]
4. ハッピー☆LUCKY STAR! [ラブ&II+ Ver.]
5. ラブ&ピース+
6. 吉祥寺スーパーソニック
7. 初恋フラッシュライト [New mix]
8. ベリメリ [ラブ&II+ Ver.]
9. 烈火☆スターシップ
10. ぱわふるぱわー [New mix]
11. I FOUGHT THE LAW ※カバーソング
12. Smells Like Teen Spirit ※カバーソング

Disc 2（『ソニコミ』オリジナルサウンドトラック）
1. SUPERORBITAL [Game ver.]
2. SONICO'S MESSAGE 1
3. MEETS SONIC
4. 吉祥寺スーパーソニック
5. 朝の街角
6. アラキン炎の指令
7. スタンバイ
8. やらかしよった!
9. おつかれさまでしたっ♪
10. 不思議な助言者
11. クライアントオーダー
12. Bossa Orbital
13. ここが正念場
14. 黒船ベイベー
15. ナイス・デリカットの上陸
16. 作戦会議
17. 帰り道
18. 問題解決っ
19. もしやこれは、デートなのでわ♪
20. すれ違う想い
21. 彼女の本気
22. この羽は、キミがくれたもの
23. SUPER MEMORY
24. PHOTO SESSION / スタジオ
25. PHOTO SESSION / スクール
26. PHOTO SESSION / ビーチ
27. PHOTO SESSION / イベント会場
28. PHOTO SESSION / 喫茶店
29. PHOTO SESSION / パーク
30. PHOTO SESSION / そに子の部屋
31. BAD END
32. TRUE END
33. SONICO'S MESSAGE 2
34. VISION [Game ver.]

Disc 3（生配信ミニライブ「ライブごっこ!」ライブアルバム。初回限定生産仕様盤にのみ付属）
1. OPENING
2. 進め、BLUE STAR! [Live ver.]
3. 情熱ロケット [Live ver.]
4. ぱわふるぱわー [Live ver.]
5. OVER THE FUTURE [Live ver.]
6. VISION [Live ver.]
7. 烈火☆スターシップ [Live ver.]
8. 初恋フラッシュライト [Live ver.]
9. SUPERORBITAL [Live ver.]
10. ENDING

参加CDなど
- ガンカケル

第一宇宙速度のメンバーが出演したPCソフト『アザナエル』のオリジナルサウンドトラック。第一宇宙速度の「情熱ロケット（short ver.）」「烈火☆スターシップ（short ver.）」「情熱ロケット（Live ver.）」「情熱ロケット（inst ver.）」を収録。
- RAINBOW (2014年5月21日リリース。PCCG-90125)

TVアニメ『そにアニ -SUPER SONICO THE ANIMATION-』のED集ミニアルバム第1弾。後述の第2弾『MOONLIGHT』と同日発売。
1. LOVE THE WORLD
2. クリスタル・ドリーム
3. ナイトメア・バスター
4. Affection
5. なないろ♫メロディ
6. LOVE THE WORLD -Dramatic Strings Ver.-
7. なないろ♫メロディ -Studio Live Ver.-

- MOONLIGHT (2014年5月21日リリース。PCCG-90126)

TVアニメ『そにアニ -SUPER SONICO THE ANIMATION-』のED集ミニアルバム第2弾。前述の第1弾『RAINBOW』と同日発売。
1. サマーイリュージョン
2. ゴー！ゴー！
3. ムーンライトでぶっとばせ!
4. 真実のヒカリ
5. スターレイン
6. スカイラブ・ハリケーン -2014 Ver.-
7. ベリメリ -2014 Ver.-

- FIRST ASTRONOMICAL VELOCITY ～Complete Collection～[注 5]

すーぱーそに子10周年企画の1つとしてコミックマーケット92で先行販売、2017年8月25日からニトロプラスオンラインストアなどで販売。アニメイト秋葉原1Fリアルサイトの「ニトロプラスストア」でも同日より販売。前述の全曲をはじめとして後述のそに子のソロ曲等をも含む全76曲7枚CD+DVD1枚組というコンピレーションアルバム。公式YouTubeチャンネル「Nitroplus Channel」にてクロスフェード試聴動画を公開している。

#### すーぱーそに子（ソロ）
- ファントム・ヴァイブレーション!（2011年12月29日リリース。GRN-029）

ソロデビューシングル。すーぱーそに子ソロ曲「Phantom Vibration!」、第一宇宙速度の「ベリメリ」の2曲とボイスドラマを収録。CD-ROMとの2枚組で、CD-ROMにはPCソフト『ソニコミ』の追加衣装パッチを収録。
一般の店舗・通販での販売は行われておらず、現在はニトロプラスの公式通販サイト「ニトロプラスオンラインストア」から購入が可能である。
- ぱわー（2011年4月30日配信開始）

東日本大震災被災地復興支援チャリティ楽曲。iTunes Store及びAmazon MP3ダウンロードでダウンロード販売されている。収益は東北地方太平洋沖地震の被災地へ義捐金として送られている。
- すぱそにっ♥ (2014年2月26日リリース。PCCG-70206)

そに子のメジャーソロデビューシングル。共にTVアニメ『そにアニ -SUPER SONICO THE ANIMATION-』のOPとして用いられた、「すぱそにっ♥」（メインOP）と「Beat goes on!」（第一話のみ）の2曲を収録。ポニーキャニオンから発売されている為にこの2曲は前述のコンピレーションアルバム『FIRST ASTRONOMICAL VELOCITY ～Complete Collection～』には収録されていない。

### 漫画
連載
- すーぱーそに子そにコマ - 野々原ちきによる4コマ漫画によるコミカライズ。『コミック アース・スター』（アース・スター エンターテイメント）連載。
- ソニコミ - 仏さんじょによるコミカライズ。『月刊コミックブレイド』（マッグガーデン）連載。全5巻。第1巻初回限定版にはドラマCDが付属。
- すーぱーそに子メシ - 超☆倶莉子によるコミカライズ。『コミックヘヴン』（日本文芸社）連載。
- 巨大(スーパー)そに子の不便な日常 - すーぱーそに子10周年企画の1つとして展開されている、原作：ニトロプラス・漫画：綿貫ろんによる『WEBコミックぜにょん』（ノース・スターズ・ピクチャーズ）連載のスピンオフコミック。夏フェス参戦発表後、突然10倍の寸法に巨大化してしまったそに子を巡る物語。

アンソロジーコミック
- アース・スターコミックス すーぱーそに子 - アース・スターコミックス（アース・スター エンターテイメント）のアンソロジーコミック。
- すーぱーそにこみっく - マジキューコミックス（エンターブレイン）の4コマアンソロジーコミック。

### グラビア
- TECH GIAN スーパープレリュード『ソニコミ』（エンターブレイン、2011年7月7日発売）
- ソニコミ アートブック 〜すーぱーそに子写真集〜（ソフトバンククリエイティブ、2011年12月16日発売）
- すーぱーそに子 10th Anniversary Book（KADOKAWA、2017年3月21日発売）

### ゲーム
ソニコミ
2011年11月25日にニトロプラスより発売。Windows専用のパソコンゲーム。
モット!ソニコミ
2014年3月20日に角川ゲームスより発売。PlayStation 3専用ソフト。
ソニプロ
2014年7月31日にイメージエポックより発売。ニンテンドー3DS専用ソフト。

### ラジオ
- そにっくらじお♪（2011年3月24日 - 2011年9月21日、全6回（第ゼロ回を含む）） - 電撃オンラインのソニコミファンページソニコミュで配信されたネットラジオ

### グッズ・関連商品

#### 記念切手
- 秋葉原駅前商店街振興組合の「秋葉原公式切手」に、『ソニコミ』として参加。2011年3月末から1000部限定で発売中[11]。

#### フィギュア
- ヤマトより2011年5月19日 「すーぱーそに子 ベビードールver.」発売中[12]。
- オーキッドシードより「すーぱーそに子 バレンタインver.」発売中、また、パンツの色違いの「しまパンVer.」も発売中。
- オーキッドシードより2011年5月 「すーぱーそに子 ボンデージVer.」発売中。このフィギュアではギブソン・SGではなくギブソン・レスポールと思しきギターが付属している。またボンテージのカラーリングが異なる「イベント限定版」もイベント限定で発売している。
- アルファマックスより 「すーばーそに子 YシャツVer.」発売中。
- グッドスマイルカンパニーより、T.M.Revolutionのデビュー20周年を記念し、代表曲「HOT LIMIT」のボンテージ衣装を着たフィギュアが発売される予定。このフィギュアシリーズは島村卯月（『アイドルマスター シンデレラガールズ』）と、澤村・スペンサー・英梨々（『冴えない彼女の育てかた』）もラインナップに選ばれている。
- すーぱーそに子10周年企画の1つとして、バンダイが展開する「アーマーガールズプロジェクト(AGP)」のキャンペーンガールに就任、3（分離2+合体1）[注 6] 形態のロボットに変化する「すーぱーバイクロボ」の供与を受け、『すーぱーそに子　with すーぱーバイクロボ (10th Anniversary ver.)』が2017年08月26日に発売。すーぱーバイクロボのデザインはキャラクターデザインと同じ津路参汰で、そに子の右腕装甲には10周年記念のエンブレムが付く。
- 『ダンジョンに出会いを求めるのは間違っているだろうか』のキャラクターである、例の紐で話題になったヘスティアとのコラボイラストをすーぱーそに子デビュー10周年企画として津路参汰氏が描き下ろし、フィギュア化された。グッドスマイルカンパニーより2018年9月に発売。

#### エレキギター
- そに子のイラストが描かれたRights-GT-Projectのアンプ内蔵エレキギターZO-3「ZO-3 そに子MODEL」が2011年8月5日に発売[13]。
- “すーぱーそに子”モデルギター「SONIC GUITAR」がニトロプラスダイレクトより販売された。ESP社とのコラボレーションで、同社のオリジナル「VP」モデルをすーぱーそに子仕様にカスタマイズ。第一宇宙速度シンボル&ロゴ入りオリジナルヘッド、ハート型のポジションマーク、そに子のSDイラスト入りノブ、ピックガードにモデル名入り。完全受注生産。

#### PC端末
- 「ソニコミ」の動作推奨を取得した『「ソニコミ」推奨オリジナルデザインノートPC LB-K810B-SPS』が2012年8月中旬に発売された。新規録り下ろしのシステム音声60種はじめ、全てがそに子色に染まっている環境が構築されている。なお、発売元のマウスコンピューターに因み、そに子がネズミモチーフの衣裳を着けている描き下ろしオリジナルイラストが天板に描かれており、この衣裳を身に着けたそに子をゲーム内に登場させる特別なコードが付属する（一度以上のゲームクリアの必要あり）。

#### タブレット端末
- カラーはピンクで、背面下部にシリアルナンバーが刻印されたAndroid 4.1を搭載の7インチタブレット「すーぱーそに子たぶ」(ASUS MeMO Pad ME172V ピンク(ME172-PK08)のそに子特化仕様機)が2013年8月6日に300台限定で発売された[14]。ハイホーとニトロプラスのコラボレーションタブレット。オリジナルアプリが搭載されている。

#### アプリ
- 2011年12月15日にスマートフォン用アプリ「すーぱーそに子の目覚まし時計」がiPhone、iPad、iPod touch向けに配信開始。
- 2012年9月14日にスマートフォン用アプリ「すーぱーそに子 きせかえ電話帳」がiPhone、iPad、iPod touch向けに配信開始。
- 2013年5月31日にスマートフォン用アプリ「たいがーbyすーぱーそに子 きせかえ壁紙@SmaDeco」がAndroid向けに配信開始。
- 2013年8月9日にTwitter、Facebook向けSNSクライアント「すーぱーそに子のクライアントあぷり」iOS版が配信開始。
- 2014年3月21日に「そにアニAR」がiOS版・Android版に配信。
- 2014年3月18日に「カベキャラ すーぱーそに子」がAndroid版に配信。
- 2014年7月23日に 「ニトロプラス デスクトップマスコット すーぱーそに子」がiOS版・Android版に配信。

### テレビアニメ
2013年9月にテレビアニメ化が発表された。『そにアニ -SUPER SONICO THE ANIMATION-』（そにアニ スーパーソニコ ジ・アニメーション）のタイトルで、2014年1月から3月まで放送された。

### その他タイアップ
ゲームソフト
- ニトロプラスのアダルトゲーム『アザナエル』、全年齢向けPCゲーム『鬼哭街』にゲスト出演している。
- しゃんぐりらすまーとのアダルトゲーム『恋ではなく―― It's not love, but so where near.』に、友情出演という形で登場。
- オーバーフローのアダルトゲーム『SHINY DAYS』に、作中のファミレス「ラディッシュ」のアルバイト店員として登場。エンディングテーマも担当[15]。
- COSMIC CUTEのアダルトゲーム『LOVESICK PUPPIES 〜僕らは恋するために生まれてきた〜』のエンディングテーマを担当している[16]。
- PS3&PS Vita用ソフト『AKIBA'S TRIP2』でダウンロードコンテンツとしてコラボ衣装が配信された。
- PS3&PS Vita用ソフト『超ヒロイン戦記』にプレイヤーキャラクターとして参戦する[17]。
- PS Vita用ソフト『拡散性ミリオンアーサー』で2014年3月11日～3月23日にコラボイベントが配信された。
- PS Vita用ソフト『ヴァルハラナイツ3 GOLD』でダウンロードコンテンツとしてコラボ衣装が配信された。
- PS3用ソフト『ダウンタウン熱血行進曲 それゆけ大運動会 ～オールスタースペシャル～』で2015年3月26日～2016年3月26日にかけて限定でダウンロードコンテンツとして登場した。
- PS4用ソフト『閃乱カグラ PEACH BEACH SPLASH』にダウンロードコンテンツのプレイアブルキャラクターとして参戦する。

アーケードゲーム
- ニトロプラスとエクサムにより開発された『ニトロプラス ブラスターズ -ヒロインズ インフィニット デュエル-』に2015年8月6日のアップデートからパートナーキャラクターとして登場。2015年12月24日のアップデートによりプレイヤーキャラクターとして使用可能になった。

その他ゲーム
- モバゲータウン用の携帯SNS恋愛ADV『君と一緒に』に、期間限定配信のコラボレーションキャラクターとして2011年3月1日から同年5月31日まで登場[18]。
- ニコニコアプリ用の麻雀ゲーム『桃色大戦ぱいろん』に、期間限定配信のコラボレーションキャラクターとして2011年12月1日から登場[19]。
- CJインターネットジャパンのアクションオンラインゲーム『LOST SAGA』に、期間限定配信のコラボレーションキャラクターアイテムとして2011年10月27日から同年11月24日に登場。2011年12月22日から2012年2月23日にもキャンペーンを実施。
- USERJOY JAPANのMMORPG『Le Ciel Bleu 〜ル・シエル・ブルー〜』に、2012年4月25日から同年5月16日にかけて期間限定配信のコラボレーションキャラクターとしてサービスが提供される[20]。
- ガマニアデジタルエンターテインメントのWebシミュレーションゲーム『Webナイトカーニバル!』とのコラボレーションが、2012年10月23日から4週連続で開催された[21]。翌年2013年7月30日から8月13日にかけてもコラボレーションキャラクターとして登場[22]。
- ゲームポットのリアルタイムギルドバトルゲーム『蒼穹ドラゴンギルド』に、2012年12月17日から2013年1月31日にかけて期間限定配信のコラボレーションキャラクターとしてサービスが提供される[23]。
- Mobage・GREE用のソーシャルRPG『メカ少女大戦Z』に、2013年7月31日から同年8月15日の期間中に限定Rカードなどが当たるコラボイベント「さまーたいむ☆すとれんじゃー〜a girl form TOKYO〜」が実施[24]。
- Mobage用のソーシャルゲーム『姫奪!ダンジョンズロード』において2013年8月10日から同年26日にかけコラボキャンペーン「電脳都市の歌姫〜SONICO@AKIBA now!〜」を実地[25]。
- iOS向けリアルタイムバトルゲーム『ドラゴンリーグX』で、2013年9月16日から9月30日にかけて期間限定配信のコラボレーションキャラクターとしてサービスが提供された。
- アソビズムのAndroid向けリアルタイムバトルゲーム『ドラゴンリーグA』とiOS向けの同じくリアルタイムバトルゲーム『ドラゴンリーグX』で2014年2月10日から同年2月17日にかけて「すーぱーそに子のバレンタインキャンペーン」というコラボレーションが催された。それぞれ異なる内容のイベントを実施。
- スマートフォン用のゲーム『繚乱三国演義』において2014年6月16日から6月26日にかけコラボレーションキャンペーンを行った。
- ポケラボのリアルタイムカードバトル『運命のクランバトル』において2014年6月30日～7月31日にかけて様々なコラボレーションキャンペーンを実施した。
- コアエッジのソーシャルゲーム『攻城戦記◆バハムートグリード』において2014年7月22日～7月31日にかけてコラボレーションイベント「期間限定ライブ-そにグリ祭♪」を行った[26]。
- ネクソンのオンラインゲーム『アラド戦記』において2014年12月17日～2015年1月14日にかけてコラボレーションキャンペーンを行った。
- マーベラスの『集めて!とらんぷ娘れくしょん』においてそにアニが追加され、2015年1月22日～1月30日にかけてイベント限定カードが手に入るコラボレーションイベントを行った。
- トムス・エンタテインメントのアイドル育成リズムアクション『アイドリズム』において2015年3月1日～3月9日にかけて様々なコラボレーションイベントを実施した。
- フリューのソーシャルゲーム『モン娘☆は〜れむ』において2017年5月25日～6月8日にかけてコラボレーションイベントを行った[27]。
- ブループリントのスマートフォンゲーム『ロストクルセイド2』で2018年12月4日～12月11日にかけてコラボキャンペーンを行った。
- DMM GAMESより配信の『対魔忍RPG』で2020年3月16日〜3月31日にかけてコラボキャンペーンを行う。

ファッションビル
- 名古屋・栄のファッションビル「SUNSHINE SAKAE」のキャンペーンガールを担当した。2012年7月11日から放送開始のTVCMにも出演。

交通機関
- 東京臨海高速鉄道・ゼンリンとのタイアップで、りんかい線・国際展示場駅「発車メロディーなんだろう?キャンペーン」のキャンペーンガールを2012年8月9日から12日まで務めた[28]。東京ビッグサイトで開催されるコミックマーケットに合わせて実施された。

ニュースアプリ
- DeNAが運営するニュースアプリ「ハッカドール」と2017年10月5日～10月22日までコラボレーションし、アプリ内のゲーム機能「ハッカトーク!」に登場したり、そに子の関連記事を読むことでコラボバッジを得ることができた等、色々な企画があった[29]。

### エイプリルフールの逸話
- すーぱーそに子を主人公としたテレビアニメ『魔法少女そにこ☆マギカ』の放送が決定したというエイプリルフールネタが、2011年4月1日にニトロプラスの公式サイトで発表[30]。
- 2012年4月1日に、株式会社エクサムが開発する2D対戦格闘ゲーム『アルカナハート』に参戦すると発表され、実際にドット絵ですーぱーそに子が描かれたスクリーンショットが掲載。その後削除された。同メーカーが2015年リリースした「ニトロプラスブラスターズ」で登場を果たしている。
- ニトロ空想特撮シリーズ第3弾として、2017年には4月1日公式サイトに『ウルトラソニコ』が登場。突如M78星雲の光の戦士と融合合体する羽目になったそに子が、アイドル・学生・看板娘そして正義の戦士として日夜奮闘する様を描く。YouTubeやニコニコ動画には予告動画も上がっていた（現在は非公開）。円谷プロとのコラボ企画。

### 巻き込まれたトラブル
2017年10月21日にサンリオピューロランドで開催される『すーぱーそに子 10th Anniversary ファンミーティング in サンリオピューロランド』の第一次プレオーダー（予約）にて一部媒体でURIの誤記があり、誤って同日同所で同時開催のコラボレーションイベントである『こすぷれふぇすた8』の予約手続画面につながっていた。この為にそに子ファンミのチケットを買う心算でこすふぇす8のチケットを購入してしまったファンが発生。そに子公式サイト 「お知らせ 2017.08.11「こすぷれふぇすた8 in サンリオピューロランド」とそに子がコラボレーション！　10/21(土)にはスペシャルイベント開催決定♪」の「【8/25(金)追記】」 でこの件に関して謝罪と対応策が掲載されている。